# HARMONIUM
『HARMONIUM』（ハーモニューム）は、高橋洋子の7枚目のオリジナル・アルバム。1999年3月17日にポリドールから発売された。

## 概要

### アルバム解説
- 前作『BEST PIECES II』から1ヶ月ぶりにリリースされた。オリジナルアルバムとしては、『Li-La』から1年2ヶ月ぶりとなる。
- ポリドール移籍後に発売された初のアルバム[2]。また、ポリドールから発売された唯一のアルバムである。
- キャッチコピーは「心に優しく響く全14曲収録 安らぎのハーモニー 愛を込めたヒーリングポップス」[1]。
- 新曲7曲、既曲1曲、アレンジ曲4曲、カバー曲2曲という構成になっている。

### 楽曲解説
- 2曲目「WE'RE THE ONE」は、イントロがアレンジされたものが収録されている。また、1曲目のアウトロとイントロが繋がっている。
- 4曲目「HARMONY」は、鳥のさえずりが追加されている。
- 6曲目「WATASHI WO MITSUKETE」は、9thシングル「あの頃に待ち合わせよう」のカップリング曲「私をみつけて」を、このアルバム用にアレンジした楽曲となっている。
- 7曲目「FROM A DISTANCE」は、アメリカ人シンガーソングライターのジュリー・ゴールドの楽曲をカバーしたものである。
- 10曲目「WINGS OF LOVE」は、TBS系列で放送された『世界ウルルン滞在記』で使用されていたBGMに英詞をつけた楽曲である[3]。
- 11曲目「A BIRTH」は、イタリア人歌手のラウラ・パウジーニの楽曲をカバーしたものである。原題は「Le cose che vivi」。
- 12曲目「CRESCENT MOON」は、1998年10と11月にNHK『みんなのうた』で使用された「月の風船」の英語歌詞版である[3]。
- 13曲目「SLEEPING FOREST」は、ブックレットに歌詞が掲載されていない。その理由は不明。

## 収録曲
| #         | タイトル                     | 作詞                                                                     | 作曲                                              | 編曲         | 時間  |
| --------- | ---------------------------- | ------------------------------------------------------------------------ | ------------------------------------------------- | ------------ | ----- |
| 1.        | 「PROLOGUE OF HARMONIUM」    | -                                                                        | 福岡ユタカ                                        | 福岡ユタカ   | 1:41  |
| 2.        | 「WE'RE THE ONE」            | 高橋洋子                                                                 | 福岡ユタカ                                        | 福岡ユタカ   | 5:52  |
| 3.        | 「LET ME HEAR YOUR VOICE」   | 鮎川めぐみ                                                               | 千住明                                            | 千住明       | 4:07  |
| 4.        | 「HARMONY（Album Version）」 | 高橋洋子                                                                 | 高橋洋子                                          | 栗山和樹     | 2:19  |
| 5.        | 「GLORY」                    | 尾上文                                                                   | 高橋洋子                                          | 大森俊之     | 4:33  |
| 6.        | 「WATASHI WO MITSUKETE」     | 尾上文                                                                   | 高橋洋子                                          | 古川昌義     | 6:40  |
| 7.        | 「FROM A DISTANCE」          | ジュリー・ゴールド                                                       | ジュリー・ゴールド                                | 古川昌義     | 5:16  |
| 8.        | 「SEARCH AND FIND」          | 高橋洋子                                                                 | 高橋洋子                                          | 福岡ユタカ   | 4:25  |
| 9.        | 「TSUKI-USAGI」              | 高橋洋子                                                                 | 高橋洋子                                          | 福岡ユタカ   | 3:46  |
| 10.       | 「WINGS OF LOVE」            | Ami                                                                      | 手使海ユトロ                                      | 福岡ユタカ   | 4:59  |
| 11.       | 「A BIRTH」                  | 田久保真見（日本語作詞） Cheope（英語原詞） Fabrizio Pausini（英語原詞） | Giuseppe Carella Fabrizio Baldoni Gino de Stefani | 大森俊之     | 5:03  |
| 12.       | 「CRESCENT MOON」            | Ami 田久保真見（日本語原詞）                                             | 高橋洋子                                          | 栗山和樹     | 3:56  |
| 13.       | 「SLEEPING FOREST」          | 高橋洋子                                                                 | 高橋洋子                                          | たかはしごう | 3:06  |
| 14.       | 「ON THE EARTH」             | 高橋洋子                                                                 | 高橋洋子                                          | 福岡ユタカ   | 4:34  |
| 合計時間: | 合計時間:                    | 合計時間:                                                                | 合計時間:                                         | 合計時間:    | 60:17 |

## タイアップ
| 楽曲                   | タイアップ                                    |
| ---------------------- | --------------------------------------------- |
| We're the One          | TBS系『世界ウルルン滞在記』エンディングテーマ |
| LET ME HEAR YOUR VOICE | KDD「001」CMソング                            |
| HARMONY                | JR東日本CMソング                              |
| GLORY                  | アテニアCMソング                              |

## 参加ミュージシャン
| ドラムス               | 佐藤正治（#6）                                                                                         |
| ベース                 | MECKEN（#2,8,9）、バカボン鈴木（#5）、早川哲也（#6）、渡辺等（#7）                                     |
| ギター                 | 鬼怒無月（#8）、角田順（#2,9）、古川昌義（#6,7）、渡辺格（#5,11）、田代耕一郎（#5,11）、松宮幹彦（#3） |
| ピアノ                 | 美野春樹（#3,12）                                                                                      |
| チェロ                 | 渡辺等（#7）                                                                                           |
| アコーディオン         | 水野弘文（#6）                                                                                         |
| パーカッション         | Whacho（#2,8,9,10）                                                                                    |
| ティンホイッスル       | 旭孝（#14）                                                                                            |
| オーボエ               | 柴山洋（#3）                                                                                           |
| エスニックストリングス | 田代耕一郎（#11）                                                                                      |
| ストリングス           | 後藤勇一郎グループ（#5）、加藤JOEストリングス（#3）                                                    |
| コーラス               | 西司（#6）、石塚勇（#4）、福岡ユタカ（#1,2,8,10）、高橋洋子、渡辺千恵、松野有里巳、たかはしごう        |
| サウンドエフェクト     | 大和定次                                                                                               |

## スタッフクレジット
| Producer                     | 高橋洋子 |
| Co-Producer                  | 徳田裕彦（日音） |
| Music Producers              | 千住明、大森俊之、福岡ユタカ、古川昌義、栗山和樹 |
| Production Management        | Atsuo Takada（Yellow's）、Toshiya Akita（Stuff Gang Publishers）、宮崎よしこ（日音アーティスト） |
| English SuperVisor           | Carol Naomi Abe（日音） |
| Recording & Mixing Engineers | 中越道夫（Superb）[#3,4,5,6,7,11,12,13]、福田政賢（Crescent Sound）[#1,2,8,9,10,14] |
| Assistant Engineers          | 徳永弘（Studio Vincent）、Junya Kobayashi（ポリグラムスタジオ）、横手博史（Stodio Sound Valley）、石田健次郎（ポリグラムスタジオ）、近藤圭司（On Air Azabu Studio）、宮城雄三（Consipio Studio）、宮坂保彦（一口坂スタジオ）、上甲典靖（Studio Somewhere）、Taketoshi Nakauchi（Studio Somewhere） |
| Mastering Engineer           | 原田光晴（DISC LAB） |
| Music Coodination            | 山崎美由紀（レガートミュージック）、杉山葉次（Shinshitsu）、鶴田茂（ミュージカルサプライ）、Kensaku Sasaki（OFFICE KEN） |
| A&R Producer                 | 町田晋（ポリドール） |
| A&R Director                 | 青木太郎（日音） |
| Artist Management            | 後藤俊文（日音アーティスト）、品田恵子（日音アーティスト） |
| Artist Promotion             | 並木恭孝（ポリドール） |
| Management Desk              | Kanae Gobara（日音アーティスト） |
| Art Direction & Design       | 塚本佳哉樹 |
| Photography                  | Jun Aoki |
| Styling                      | 後藤あけみ |
| Hair & Make Up               | 野元政直（SEINTS） |
| Artwork Coodination          | 奥村いずみ（ポリドール）、芳賀祐美（ポリグラム） |